# Uncharted 2: Among Thieves
Uncharted 2: Among Thieves (litt. « Inexploré 2 : Parmi les voleurs ») est un jeu vidéo développé par le studio américain Naughty Dog et édité par Sony Computer Entertainment, sorti le 14 octobre 2009 sur la console PlayStation 3. Ce jeu d'action-aventure fait suite à  Uncharted: Drake's Fortune, sorti en 2007 sur PlayStation 3 également.
Le jeu a rencontré un immense succès critique : les sites Metacritic et GameRankings lui attribuent chacun une moyenne de 96 %, faisant du titre de Naughty Dog l'un des meilleurs jeux recensés en termes de notation. Uncharted 2 s'est vu décerner trois Game Critics Awards 2009, dont celui de « Meilleur jeu du Salon », et a été récompensé par plusieurs sites spécialisés.

## Trame

### Synopsis
Deux ans après avoir trouvé El Dorado, Nathan Drake (Nolan North) se fait recruter par son ami Harry Flynn (Steve Valentine) et son ex-petite amie Chloé Frazer (Claudia Black) pour dérober une lampe ayant appartenu au légendaire navigateur et explorateur Marco Polo au musée du palais d'Istanbul. Après avoir réussi à s'infiltrer, Nathan et Flynn parviennent à subtiliser la lampe et la briser afin de révéler son contenu. Ils découvrent que cette dernière enferme un vieux parchemin vierge et de la résine bleue. Nathan utilise alors le briquet de Flynn afin d'enflammer la résine et d'illuminer le parchemin, laissant apparaitre une carte. Cette dernière donne l’emplacement de la flotte perdue de l'explorateur disparue lors de son retour de Chine en 1292 à Bornéo mais aussi du fait que Marco Polo aurait trouvé la légendaire cité de Shamballa. Drake est alors trahi par Flynn qui déclenche l'alarme et le laisse être capturé par les autorités.
Quelques mois plus tard, Nathan parvient à sortir de prison grâce à son ami de longue date Sully (Richard McGonagle) qui paye sa caution et par Chloé qui n'était pas au courant du plan de Flynn. Cette dernière lui explique que ce dernier travaille pour Zoran Lazarevic (Graham McTavish), un criminel serbe de renommée internationale que l'ONU pense mort et qui désire s'emparer de la pierre de Chintamani, trésor le plus précieux de Shamballa offrant d'incroyables pouvoirs à celui qui le possède, selon les légendes.
Le trio part alors pour Bornéo où Zoran et Flynn se trouvent déjà. Réussissant à les devancer grâce à Chloé qui est infiltrée dans leurs rangs, ils trouvent les restes de la flotte perdue de Marco Polo, ainsi qu'une dague tibétaine (un Phurba) et une carte menant à une ville au Népal. Repérés, ils parviennent par la suite à fuir Flynn de justesse et Sully décide de se retirer de l'aventure pour le moment.
Nathan et Chloé se rendent au Népal où ils sont pris dans une guérilla dans l'enceinte de la ville, conséquence directe de l'entreprise de Zoran afin de faciliter ses recherches de la cité perdue. Le duo finit par tomber sur Elena Fisher (Emily Rose), ex-petite amie de Nathan devenue reporter et tentant de prouver que Lazarevic est toujours en vie. Elle est accompagnée de son caméraman Jeff (Gregory Myhre). Ensemble, ils parviennent à se rendre au temple désigné par la carte où la dague faisant office de clé secrète leur révèle l'emplacement présumé de la cité au sein de l'Himalaya. Ils sont débusqués par Flynn et Zoran, qui récupèrent la carte et la dague tibétaine. Chloé est capturée tandis que Jeff est abattu. Seuls Nathan et Elena parviennent à fuir à la suite d'une course poursuite effrénée.
Refusant d'abandonner Chloé, Nathan parvient à monter avec l'aide d'Elena à bord du train transférant Zoran et son armée vers l'Himalaya. Malheureusement, il échoue à la libérer et finit gravement blessé par Flynn qui lui tire dessus. Blessé et à court de solutions, Nathan réussit à tirer sur une bonbonne de gaz, ce qui entraine la partie du train dans laquelle il se trouve à sortir des rails. Perdu dans l'Himalaya, il ne doit sa survie qu'au secours de Tenzin (Robin Atkin Downes), habitant tibétain local qui l'emmène dans son village où ce dernier est soigné et rejoint par Elena.
Remis sur pied, Nathan fait la connaissance d'un Allemand du nom de Karl Schaffer (René Auberjonois) qui lui explique que Lazarevic ne doit en aucun cas s'emparer de la pierre. Pour preuve, il demande à Tenzin de l'emmener dans un temple enneigé où Nathan découvre une extension de Shamballa, ainsi que de terribles créatures qui les attaquent lui et Tenzin et viennent vraisemblablement de la cité. Ils découvrent que Schaffer faisait partie d'une expédition nazie visant à trouver l'entrée de Shamballa, mais qu'il a liquidé son unité afin de préserver la cité perdue lorsqu'il a réalisé que la pierre devait être liée aux monstres.
Revenu au village, Nathan découvre que Zoran a attaqué et enlevé Karl pour découvrir plus vite l’entrée de Shamballa, et part à sa poursuite avec Elena. Ils parviennent à les rattraper mais Karl se fait tuer par Zoran et le groupe est finalement capturé. Sous la contrainte de voir Elena ou Chloé se faire tuer, Nathan est forcé d'ouvrir la porte de la cité à Zoran. Arrivés à destination, ils sont aussitôt attaqués par les créatures qui offrent une diversion au trio pour fuir ces derniers. Les trois protagonistes vont faire tout leur possible afin de stopper Zoran avant qu'ils ne soit trop tard. Ils arrivent éventuellement au sommet du bâtiment le plus important de la cité où ils croient trouver la pierre ancrée dans un grand arbre. Mais Nathan se rend compte que la pierre en question est de la résine. Au même moment, il interprète les gravures présentes dans la salle et réalise alors que la pierre de Chintamani n'est qu'une métaphore pour désigner le vrai trésor du Shamballa, la sève bleutée du gigantesque arbre sacré de la cité. Au même moment, Flynn fait son apparition, blessé, et dégoupille une grenade après une courte conversation avec les trois personnages. Elena ressortira blessée de cette altercation. 
Laissant Chloé protéger Elena, Nathan part affronter Zoran. Il peut apercevoir Zoran consommer la sève, cette dernière cicatrisant toutes ses blessures. Il affronte alors Nathan qui pour le battre n'a d'autre choix que d'endommager l'arbre, le forçant à se replier sur lui-même en tirant sur la sève, ce qui entraine des explosions affectant Zoran. Nathan parvient à blesser lourdement celui-ci, mais laisse les monstres achever Lazarevic. Nathan fuit avec Chloé et Elena alors que la cité commence à s’effondrer.
Quelque temps plus tard, après les funérailles de Karl Schaffer au village de Tenzin, Nathan et Elena décident de se remettre ensemble.

## Système de jeu
Uncharted 2: Among Thieves propose deux modes de jeu : une campagne scénarisée, jouable uniquement en solo, et un mode multijoueur en ligne. À noter qu'il n'est pas possible de jouer en multijoueur en local, sur une seule console.

### Solo
L'aventure solo s'articule autour du combat, de l'exploration et des énigmes. Les gunfights, typiques du genre third-person shooter, mettent en œuvre un système de couverture dynamique. Le gameplay permet d'exploiter la verticalité des décors pendant les fusillades et autorise les approches furtives afin de contourner et éliminer certains ennemis sans attirer l'attention. Le système de combat rapproché permet des enchaînements de coups et des esquives sur la base de deux boutons de la manette, un peu comme dans Batman: Arkham Asylum (carré pour frapper, triangle pour se défendre). L'exploration des environnements donne lieu à des phases de plates-formes. Le personnage dispose d'une palette de mouvements variés et les difficultés sont franchissables avec plus d'aisance que dans le premier opus. Le mode solo comporte 26 chapitres et cinq niveaux de difficulté (le mode "extrême" étant déblocable si on finit l'aventure avec le mode difficile).

### Multijoueur
Le mode multijoueur en ligne propose différents types d'épreuves compétitives — Deathmatch, Elimination, Réaction en chaîne, Guerre de territoires, Roi de la colline — pouvant opposer jusqu'à 10 joueurs.
Ces épreuves peuvent être jouées sur huit cartes différentes inspirées de la campagne solo du jeu ; depuis une mise à jour gratuite, une nouvelle carte inspirée d'Uncharted: Drake's Fortune, intitulée Le fort, est également disponible. Il existe également des packs additionnels proposés sur le PlayStation Network, regroupant des skins ainsi que des cartes plus ou moins grandes : En hauteur, Le complexe, Le musée et Les ruines inondées.
Sont également jouables différentes épreuves collaboratives par groupe de deux ou trois joueurs ; l'une où l'on doit survivre à des vagues répétées d'ennemis, une seconde qui prolonge l'histoire du solo via trois missions et une troisième dont le but est de capturer le trésor aux ennemis joués par la machine. Dans le mode coop, on peut incarner Nathan Drake, Elena Fisher, Victor Sullivan, Tenzin ou Chloé Frazer.

## Développement
Le développement d'Uncharted 2 est pour la première fois évoqué en janvier 2008, lorsque le vice-président de Naughty Dog, dans une interview accordée à LCI.fr, confirme travailler sur la suite d'Uncharted: Drake's Fortune. En décembre 2008, le titre est finalement dévoilé par le magazine américain Game Informer, qui publie les premières informations ainsi que le titre définitif du projet.

### Présentations
Uncharted 2: Among Thieves est présenté en juin 2009 lors de la conférence Sony de l'E3 2009, où il a remporté de nombreux prix. Il s'est ensuite illustré à l'IDEF de Cannes au mois de juillet, avant d'être proposé pour la première fois au public lors de la gamescom de Cologne fin août. Une phase bêta du mode multijoueur est organisée sur le PlayStation Network durant l'été 2009. Les clés d'accès furent proposées aux acheteurs du jeu InFamous, par le biais de sites spécialisés ou du magazine en ligne Qore. Une démo du mode multijoueur accessible à tous est proposée sur le PSN le 29 septembre 2009. Le budget de développement d'Uncharted 2  est estimé à environ 25 millions d'euros.
Une phase de bêta-test a eu lieu juste avant la sortie du jeu. Elle ne concernait que le multijoueur, grande amélioration par rapport au premier opus, et cette démo était disponible sur le PSN, limitée dans le temps.

### Sortie
La sortie d'Uncharted 2: Among Thieves représentait pour Sony un intérêt stratégique indéniable, et ce pour plusieurs raisons. Tout d'abord, il s'agissait pour l'éditeur de proposer une exclusivité majeure à la PlayStation 3 pour les fêtes de fin d'année en l'absence d'autres titres très attendus, en particulier God of War III et Gran Turismo 5, lesquels n'étaient pas prévus avant le 1er trimestre 2010. En outre, si la sortie de Final Fantasy XIII avait déjà été fixée au 17 décembre 2009 au Japon, la date de sortie européenne et nord-américaine restait encore indéterminée. D'autre part, Uncharted 2 permettait à Sony de promouvoir la sortie de la version Slim de sa console de salon, annoncée quelques semaines plus tôt lors de la gamescom et disponible dès le 1er septembre pour un prix de 299 €.
Uncharted 2 sort aux États-Unis le 13 octobre 2009, le lendemain en Europe et deux jours plus tard au Japon. À sa sortie, le jeu est proposé en version simple ou collector (vendues respectivement 69,99 € et 74,99 €) ainsi qu'en bundle avec la PS3 Slim, laquelle est pour la première fois dotée d'un disque dur de 250 Go, pour un prix total de 349 €.
Le jeu est réédité en octobre 2015 sur PlayStation 4 dans une compilation des trois premiers épisodes de la série dans Uncharted: The Nathan Drake Collection,.

## Accueil

### Critiques
Le jeu a été unanimement acclamé par l'ensemble de la presse spécialisée: le site Metacritic, qui se base sur 100 critiques, lui décerne une moyenne de 96 %, le classant ainsi à la seconde place des jeux les mieux notés de la PlayStation 3, derrière Grand Theft Auto IV. Le site GameRankings attribue au jeu une moyenne de 96.46 %, le propulsant à la sixième place des jeux les mieux notés de tous les temps.
Uncharted 2 s'est vu décerner la note de 20/20 dans le PlayStation Magazine français, ainsi que la note peu commune de 21/20 par PSM3, un enthousiasme que le magazine n'avait plus connu depuis Grand Theft Auto: San Andreas (2004). Il s'agit en outre du premier jeu exclusif à la PlayStation 3 à avoir reçu les notes de 19/20 sur le site Jeuxvideo.com et de 9/10 sur Gamekult.
L'ensemble de la presse spécialisée fait l'éloge des performances techniques affichées par le titre: « magnifique au point d'en être parfois émouvant », des « graphismes somptueux », « tout a été sublimé dans les moindres détails », les superlatifs ne manquent pas pour désigner les qualités visuelles du jeu, au point que certains médias n'hésitent pas à le qualifier de « plus beau jeu sorti sur console de salon »,. Le titre parvient en même temps à maintenir une constante fluidité et offre des animations particulièrement impressionnantes.
Au-delà de l'aspect technique, les médias rapportent un gameplay parfaitement équilibré,, même si le titre de Naughty Dog n'apporte aucune nouveauté au jeu d'action-aventure,: le jeu opère un savant mélange entre phases d'action, phases d'exploration, énigmes et scènes cinématiques. En outre, la plupart des sites estiment que cette alternance des genres contribuent à l'immersion et au rythme soutenu, qu'offre le jeu.
Enfin, le mode multijoueur, absent du premier opus, a été globalement bien accueilli par l'ensemble de la presse : les différents modes de jeu implantés, en particulier celui semblable au mode Horde de Gears of War 2, rallongent l'expérience de jeu et offrent une durée de vie très satisfaisante pour le genre, (12 heures en moyenne pour le solo).

### Récompenses
À l'issue de l'E3 2009, Uncharted 2: Among Thieves se voit décerner trois récompenses au cours de la cérémonie de remise des Game Critics Awards (« Meilleur jeu du Salon », « Meilleur jeu console » et « Meilleur jeu d'action-aventure »), sur les quatre auxquelles il était nommé (le titre de « Meilleur jeu multijoueur en ligne » ayant été décerné à Left 4 Dead 2). La presse vidéoludique décerne également au titre de très nombreuses récompenses: le site spécialisé IGN lui décerne par moins de six distinctions, dont celle de « Meilleur jeu PlayStation 3 du salon »; ce même titre est en outre concédé par GameSpy ainsi que par GameSpot lors de la traditionnelle cérémonie des E3 Editor's Choice Awards.

### Ventes
Uncharted 2: Among Thieves réalise un excellent démarrage dans toutes les régions où il est commercialisé. Aux États-Unis, il se place en tête des ventes du mois d'octobre 2009 avec plus de 530 000 exemplaires écoulés, alors que le premier opus avait à peine dépassé les 110 000 unités pendant un même laps de temps. En France, le titre se vend à plus de 70 000 exemplaires dès sa première semaine de commercialisation, se positionnant par là-même en tête des ventes de jeux consoles. Ses deux versions - simples et limitées - parviennent d'ailleurs à s'imposer comme les deux meilleures ventes de jeux de cette semaine. Enfin, au Japon, le jeu se positionne dès sa sortie parmi les 10 meilleures ventes de jeux tous supports confondus avec plus de 50 000 copies vendues, malgré la difficile percée des jeux occidentaux sur le sol nippon. Il réussira à se maintenir dans ce top pendant deux semaines consécutives.
Début 2010, le jeu a été vendu à plus de un million d'exemplaires aux États-Unis d'Amérique.
En janvier 2011, le titre se serait vendu à plus de 4,3 millions d'exemplaires dans le monde.
En septembre 2011, il totalisait 4,767 millions d'exemplaires à travers le monde.
Fin 2012, le jeu atteint les 6 millions d'exemplaires vendus, le plaçant ainsi comme la seconde exclusivité PS3 la plus vendue

## Postérité
Une version jeu de l'année (« Game of the Year ») est sortie le 12 octobre 2010 en Amérique du Nord. Elle inclut, en plus du jeu, un bon permettant de télécharger sur le PlayStation Network une série de contenus dont la valeur totale dépasse 35 $,.

### Défaut de conception
Malgré la qualité de jeu que propose Uncharted 2, le jeu possède de nombreux bugs qui sont présents dans le mode solo et dans le mode en ligne. Les bugs peuvent être des passages à travers des murs ou l'absence de sol. Dans le mode solo, ces bugs sont négligeables et ne gênent que peu le joueur. Dans le mode multijoueur en ligne, ces bugs perturbent beaucoup le jeu en rendant les joueurs victimes de ces bugs totalement vulnérables à leurs adversaires. Pour éviter cette inégalité, Naughty Dog a fait en sorte que les bugs soient corrigés par une mise à jour.

### Suite
En décembre 2010, Naughty Dog officialise Uncharted 3 : L'Illusion de Drake, troisième volet de la franchise, qui sort en France le 28 octobre 2011. Il est centré sur la relation entre Drake et Sully et raconte la recherche d'une ancienne cité perdue dans la péninsule arabique et oblige Nathan à se rendre dans le désert de Rub’ al Khali.